# Lijst van rijksmonumenten in Zeist (plaats)
De plaats Zeist telt 141 inschrijvingen in het rijksmonumentenregister. Hieronder een overzicht.
| Object | Oorspronkelijke functie?  | Bouwjaar                         | Architect                 | Locatie                       | Coördinaten?                 | Nr.?   | Afbeelding                                                                                  |
| --- | ------------------------- | -------------------------------- | ------------------------- | ----------------------------- | ---------------------------- | ------ | ------------------------------------------------------------------------------------------- |
| Slot Zeist: hoekpaviljoen en daarbij aansluitende vleugel, sobere gevels                                                                                            | Werk-woonhuis             |                                  |                           | Broederplein 1-1a-1b-         | 52° 4' 50" NB, 5° 14' 16" OL | 40346  | Meer afbeeldingen                                                                           |
| Slot Zeist: pand haaks op nr 1: sobere lijstgevel | Woonhuis                  | 18e eeuw                         |                           | Broederplein 3                | 52° 4' 51" NB, 5° 14' 17" OL | 40347  | Meer afbeeldingen                                                                           |
| Slot Zeist: pand met sobere lijstgevel | Woonhuis                  |                                  |                           | Broederplein 5-7              | 52° 4' 50" NB, 5° 14' 18" OL | 40348  | Upload foto                                                                                 |
| Slot Zeist: pand met vooruitspringende gevel met versierde middenpartij                                                                                             | Werk-woonhuis             |                                  |                           | Broederplein 9                | 52° 4' 50" NB, 5° 14' 18" OL | 40349  | Meer afbeeldingen                                                                           |
| Slot Zeist: pand met terugspringende sobere lijstgevel | Werk-woonhuis             |                                  |                           | Broederplein 11               | 52° 4' 50" NB, 5° 14' 18" OL | 40350  | Meer afbeeldingen                                                                           |
| Slot Zeist: pand met sobere lijstgevel | Werk-woonhuis             |                                  |                           | Broederplein 13-15            | 52° 4' 49" NB, 5° 14' 19" OL | 40351  | Meer afbeeldingen                                                                           |
| Slot Zeist: pand haaks op nr 15: sobere lijstgevel met winkel | Werk-woonhuis             |                                  |                           | Broederplein 17               | 52° 4' 49" NB, 5° 14' 19" OL | 40352  | Meer afbeeldingen                                                                           |
| Slot Zeist: pand met uitgestrekte gevel met brede ingangspartij en eenvoudig bovenlicht                                                                             | Werk-woonhuis             |                                  |                           | Broederplein 19 - 19a         | 52° 4' 49" NB, 5° 14' 19" OL | 40353  | Meer afbeeldingen                                                                           |
| Slot Zeist: pand met vooruitspringende lijstgevel met gebeeldhouwde omlijsting, middenvenster en régence bovenlicht                                                 | Werk-woonhuis             |                                  |                           | Broederplein 21               | 52° 4' 48" NB, 5° 14' 18" OL | 40354  | Meer afbeeldingen                                                                           |
| Slot Zeist: pand met terugspringende sobere lijstgevel, tegenhanger van nr 31-31a                                                                                   | Werk-woonhuis             |                                  |                           | Broederplein 23               | 52° 4' 48" NB, 5° 14' 17" OL | 40355  | Meer afbeeldingen                                                                           |
| Slot Zeist: pand met sobere lijstgevel, tegenhanger van nr 2 | Woonhuis                  |                                  |                           | Broederplein 25               | 52° 4' 48" NB, 5° 14' 17" OL | 40356  | Meer afbeeldingen                                                                           |
| Slot Zeist: pand bestaande uit vooruitspringende lijstgevel, op de hoeken van het dak, grote schoorstenen, versierde régence ingangspartij, fraai gesmeed balkonhek | Woonhuis                  |                                  |                           | Broederplein 27               | 52° 4' 48" NB, 5° 14' 17" OL | 40357  | Meer afbeeldingen                                                                           |
| Slot Zeist: pand met terugspringende sobere lijstgevel, tegenhanger van nr 25                                                                                       | Woonhuis                  |                                  |                           | Broederplein 29               | 52° 4' 48" NB, 5° 14' 17" OL | 40358  | Meer afbeeldingen                                                                           |
| Slot Zeist: pand met sobere lijstgevel, tegenhanger van nr 23 | Werk-woonhuis             |                                  |                           | Broederplein 31-31a           | 52° 4' 47" NB, 5° 14' 16" OL | 40359  | Meer afbeeldingen                                                                           |
| Slot Zeist: pand met vooruitspringende lijstgevel | Werk-woonhuis             |                                  |                           | Broederplein 33               | 52° 4' 47" NB, 5° 14' 16" OL | 40360  | Meer afbeeldingen                                                                           |
| Slot Zeist: pand met sobere lijstgevel | Werk-woonhuis             |                                  |                           | Broederplein 35               | 52° 4' 47" NB, 5° 14' 16" OL | 40361  | Meer afbeeldingen                                                                           |
| Slot Zeist: pand met vooruitspringende sobere lijstgevel | Werk-woonhuis             |                                  |                           | Broederplein 37               | 52° 4' 46" NB, 5° 14' 15" OL | 40362  | Meer afbeeldingen                                                                           |
| Slot Zeist: pand haaks op nr 37: sobere lijstgevel | Woonhuis                  |                                  |                           | Broederplein 39               | 52° 4' 46" NB, 5° 14' 14" OL | 40363  | Meer afbeeldingen                                                                           |
| Slot Zeist: pand met lange gevel met rechts en links vleugels, gebeeldhouwde middenpartij, mansardedak                                                              | Woonhuis                  |                                  |                           | Broederplein 41-41a           | 52° 4' 47" NB, 5° 14' 13" OL | 40364  | Meer afbeeldingen                                                                           |
| Slot Zeist: pand met sobere lijstgevel | Woonhuis                  |                                  |                           | Broederplein 43               | 52° 4' 47" NB, 5° 14' 12" OL | 40365  | Meer afbeeldingen                                                                           |
| Slot Zeist: pand met sobere lijstgevel | Woonhuis                  |                                  |                           | Broederplein 45               | 52° 4' 48" NB, 5° 14' 12" OL | 40366  | Meer afbeeldingen                                                                           |
| Nederlands hervormde kerk, gepleisterde neogotische kerk | Kerk en kerkonderdeel     | 1843                             |                           | 1e Dorpsstraat 1              | 52° 5' 1" NB, 5° 14' 14" OL  | 40368  | Meer afbeeldingen                                                                           |
| Pand zonder verdieping pand onder zadeldak tussen topgevels | Bijgebouwen kastelen enz. |                                  |                           | 2e Dorpsstraat 50-52          | 52° 4' 51" NB, 5° 14' 24" OL | 40369  | Meer afbeeldingen                                                                           |
| Zes traveeën breed pand met verdieping onder zadeldak | Woonhuis                  |                                  |                           | 2e Dorpsstraat 54             | 52° 4' 51" NB, 5° 14' 24" OL | 40370  | Meer afbeeldingen                                                                           |
| Beek en Rooyen: landhuis | Kasteel, buitenplaats     | 18e eeuw                         |                           | 2e Dorpsstraat 56             | 52° 4' 51" NB, 5° 14' 25" OL | 40371  | Meer afbeeldingen                                                                           |
| Rechthoekig huis met lijstgevel | Woonhuis                  | 18e eeuw                         |                           | 2e Dorpsstraat 58             | 52° 4' 50" NB, 5° 14' 25" OL | 40372  | Meer afbeeldingen                                                                           |
| Statig pand met lijstgevel | Woonhuis                  |                                  |                           | 2e Dorpsstraat 65             | 52° 4' 52" NB, 5° 14' 26" OL | 40373  | Meer afbeeldingen                                                                           |
| Sparrenheuvel | Kasteel, buitenplaats     |                                  |                           | Sparrenheuvel 2               | 52° 4' 43" NB, 5° 14' 34" OL | 40375  | Meer afbeeldingen                                                                           |
| Beek en Rooyen: Oranjerie | Tuin, park en plantsoen   |                                  |                           | Driebergseweg 2A              | 52° 4' 48" NB, 5° 14' 27" OL | 40377  | Meer afbeeldingen                                                                           |
| Vrijstaand pand | Woonhuis                  | 19e eeuw                         |                           | Karpervijver 1B               | 52° 4' 47" NB, 5° 14' 22" OL | 40378  | Vrijstaand pand                                                                             |
| Pand zonder verdieping breed pand, met bepleisterde lijstgevel gekeerd naar de weg                                                                                  | Woonhuis                  |                                  |                           | Karpervijver 3                | 52° 4' 47" NB, 5° 14' 21" OL | 40379  | Pand zonder verdieping breed pand, met bepleisterde lijstgevel gekeerd naar de weg          |
| Vrijstaand fors pand met lijstgevel en zadeldak | Woonhuis                  | 19e eeuw                         |                           | Karpervijver 5                | 52° 4' 45" NB, 5° 14' 22" OL | 40380  | Vrijstaand fors pand met lijstgevel en zadeldak                                             |
| Vrijstaand pand van een rustige, landelijke bouwwijze | Woonhuis                  | 19e eeuw                         |                           | Karpervijver 7                | 52° 4' 46" NB, 5° 14' 20" OL | 40381  | Vrijstaand pand van een rustige, landelijke bouwwijze                                       |
| Vrijstaand pand | Woonhuis                  | 19e eeuw                         |                           | Karpervijver 9                | 52° 4' 46" NB, 5° 14' 19" OL | 40382  | Meer afbeeldingen                                                                           |
| Reeks woninkjes | Industrie                 | 19e eeuw                         |                           | Karpervijver 11A - 13         | 52° 4' 45" NB, 5° 14' 18" OL | 40383  | Meer afbeeldingen                                                                           |
| Huis met zadeldak en souterrain | Woonhuis                  |                                  |                           | Lageweg 9                     | 52° 4' 55" NB, 5° 14' 11" OL | 40385  | Meer afbeeldingen                                                                           |
| Laag huis, rechthoekig plan, rechte kroonlijst | Woonhuis                  |                                  |                           | Lageweg 27                    | 52° 4' 53" NB, 5° 14' 15" OL | 40386  | Laag huis, rechthoekig plan, rechte kroonlijst                                              |
| Herenhuis met rechte kroonlijst, geornamenteerd fries en versieringen boven de ramen                                                                                | Industrie                 |                                  |                           | Lageweg 37-39-41-43           | 52° 4' 54" NB, 5° 14' 14" OL | 40387  | Meer afbeeldingen                                                                           |
| Lommerlust: landhuis | Kasteel, buitenplaats     | 18e eeuw                         |                           | Utrechtseweg 121              | 52° 5' 7" NB, 5° 14' 8" OL   | 40390  | Meer afbeeldingen                                                                           |
| Lenteleven | Kasteel, buitenplaats     |                                  |                           | Utrechtseweg 64               | 52° 5' 21" NB, 5° 13' 39" OL | 40391  | Meer afbeeldingen                                                                           |
| Bloemheuvel | Woonhuis                  |                                  |                           | Utrechtseweg 89-89A           | 52° 5' 12" NB, 5° 13' 55" OL | 40393  | Meer afbeeldingen                                                                           |
| Slot Zeist: schuur met topgevel en dubbele poorten | Opslag                    | 1843                             |                           | Zusterplein 2                 | 52° 4' 54" NB, 5° 14' 10" OL | 40394  | Meer afbeeldingen                                                                           |
| Slot Zeist: huizen met sobere lijstgevel en stoep | Woonhuis                  | 18e eeuw                         |                           | Zusterplein 4-4a              | 52° 4' 54" NB, 5° 14' 10" OL | 40395  | Meer afbeeldingen                                                                           |
| Slot Zeist: huis met sobere lijstgevel en stoep, hardstenen versiering boven de deur, tegenhanger van nr 18                                                         | Woonhuis                  | 18e eeuw                         |                           | Zusterplein 6                 | 52° 4' 54" NB, 5° 14' 10" OL | 40396  | Meer afbeeldingen                                                                           |
| Slot Zeist: pand met vooruitspringende sobere lijstgevel en stoep, versiering boven de deur                                                                         | Woonhuis                  | 18e eeuw                         |                           | Zusterplein 8                 | 52° 4' 53" NB, 5° 14' 9" OL  | 40397  | Meer afbeeldingen                                                                           |
| Slot Zeist: pand met inspringende sobere lijstgevel en stoep | Dienstwoning              | 18e eeuw                         |                           | Zusterplein 10                | 52° 4' 53" NB, 5° 14' 9" OL  | 40398  | Meer afbeeldingen                                                                           |
| Slot Zeist: kerk der Hernhutters | Kerk en kerkonderdeel     | 18e eeuw                         |                           | Zusterplein 12-12a            | 52° 4' 53" NB, 5° 14' 8" OL  | 40399  | Meer afbeeldingen                                                                           |
| Slot Zeist: pand met inspringende sobere lijstgevel en stoep, tegenhanger van nr 10                                                                                 | Woonhuis                  |                                  |                           | Zusterplein 14                | 52° 4' 52" NB, 5° 14' 7" OL  | 40400  | Meer afbeeldingen                                                                           |
| Slot Zeist: pand met vooruitspringende sobere lijstgevel en stoep, versiering boven de deur, tegenhanger van nr 8                                                   | Woonhuis                  | 18e eeuw                         |                           | Zusterplein 16                | 52° 4' 52" NB, 5° 14' 7" OL  | 40401  | Upload foto                                                                                 |
| Slot Zeist: huis met sobere lijstgevel en stoep, geen versiering boven de deur, tegenhanger van nr 6                                                                | Woonhuis                  |                                  |                           | Zusterplein 18                | 52° 4' 52" NB, 5° 14' 7" OL  | 40402  | Meer afbeeldingen                                                                           |
| Slot Zeist: pand haaks op nr 18 | Woonhuis                  | 18e eeuw                         |                           | Zusterplein 22                | 52° 4' 50" NB, 5° 14' 6" OL  | 40403  | Meer afbeeldingen                                                                           |
| Slot Zeist: pand met vooruitspringende sobere lijstgevel, dak door schoorstenen bekroond                                                                            | Woonhuis                  |                                  |                           | Zusterplein 22A               | 52° 4' 50" NB, 5° 14' 7" OL  | 40404  | Meer afbeeldingen                                                                           |
| Slot Zeist: pand haaks op nr 22 a, sobere vooruitspringende gevel met rechte kroonlijst                                                                             | Woonhuis                  | 18e eeuw                         |                           | Zusterplein 24                | 52° 4' 49" NB, 5° 14' 9" OL  | 40405  | Meer afbeeldingen                                                                           |
| Slot Zeist: Pand met sobere inspringende lijstgevel | Appartementengebouw       |                                  |                           | Zusterplein 26                | 52° 4' 50" NB, 5° 14' 10" OL | 40406  | Meer afbeeldingen                                                                           |
| Slot Zeist | Kasteel, buitenplaats     | 1677-1686                        |                           | Zinzendorflaan 1              | 52° 4' 44" NB, 5° 14' 3" OL  | 40407  | Meer afbeeldingen                                                                           |
| Begraafplaats van belang wegens historische waarde | Begraafplaats en -onderdl | na 1748                          |                           | Zusterplein bij 20            | 52° 4' 49" NB, 5° 14' 5" OL  | 40408  | Meer afbeeldingen                                                                           |
| Landgoed De Breul: landhuis | Kasteel, buitenplaats     | 1926-1928                        | J.W. Hanrath              | Driebergseweg 17              | 52° 4' 7" NB, 5° 15' 35" OL  | 405944 | Meer afbeeldingen                                                                           |
| Landgoed De Breul: park | Tuin, park en plantsoen   | ca. 1925                         | J.D. Zocher jr. (?)       | Driebergseweg bij 17          | 52° 4' 7" NB, 5° 15' 35" OL  | 405945 | Meer afbeeldingen                                                                           |
| Landgoed De Breul: koetshuis | Bijgebouwen kastelen enz. | ca. 1900                         |                           | Driebergseweg 17A             | 52° 4' 11" NB, 5° 15' 35" OL | 405946 | Upload foto                                                                                 |
| Landgoed De Breul: ijskelder | Bijgebouwen kastelen enz. | 1894                             |                           | Driebergseweg bij 17          | 52° 4' 11" NB, 5° 15' 37" OL | 405947 | Meer afbeeldingen                                                                           |
| Landgoed De Breul: brug | Tuin, park en plantsoen   | begin 20e eeuw                   | mogelijk Springer         | Driebergseweg bij 17          | 52° 4' 9" NB, 5° 15' 37" OL  | 405948 | Meer afbeeldingen                                                                           |
| Landgoed De Breul: hekpijlers | Erfscheiding              |                                  |                           | Driebergseweg bij 17          | 52° 4' 2" NB, 5° 15' 34" OL  | 405950 | Meer afbeeldingen                                                                           |
| Landgoed De Breul: hekpijlers | Tuin, park en plantsoen   |                                  |                           | Driebergseweg bij 17          | 52° 4' 2" NB, 5° 15' 34" OL  | 405973 | Upload foto                                                                                 |
| Begraafplaats Parkaanleg | Begraafplaats en -onderdl | 1829-1830                        |                           | Bergweg 21-23                 | 52° 5' 28" NB, 5° 14' 29" OL | 510196 | Begraafplaats Parkaanleg                                                                    |
| Begraafplaats Poortgebouw | Begraafplaats en -onderdl | 1829-1830 (bouw) 1884 (verhoogd) | Albert Nijland (verhoogd) | Bergweg 21-23                 | 52° 5' 28" NB, 5° 14' 29" OL | 510197 | Begraafplaats Poortgebouw                                                                   |
| Graf van Onno Sickinghe | Begraafplaats en -onderdl | 1883                             |                           | Bergweg bij 21-23             | 52° 5' 27" NB, 5° 14' 26" OL | 510198 | Graf van Onno Sickinghe                                                                     |
| Graf van jhr. Ernest Willem Nicolaas de Pesters | Begraafplaats en -onderdl | 1878                             |                           | Bergweg bij 21-23             | 52° 5' 27" NB, 5° 14' 24" OL | 510199 | Graf van jhr. Ernest Willem Nicolaas de Pesters                                             |
| Familiegraf van Albert Voombergh | Begraafplaats en -onderdl | 1851                             |                           | Bergweg bij 21-23             | 52° 5' 27" NB, 5° 14' 24" OL | 510200 | Familiegraf van Albert Voombergh                                                            |
| Graf van de familie Pijper | Begraafplaats en -onderdl | 1895-1905                        |                           | Bergweg bij 21-23             | 52° 5' 27" NB, 5° 14' 24" OL | 510201 | Meer afbeeldingen                                                                           |
| Pavia: landhuis | Kasteel, buitenplaats     | 1850-1860                        |                           | Laan van Beek en Royen 45     | 52° 4' 55" NB, 5° 14' 56" OL | 510203 | Meer afbeeldingen                                                                           |
| Pavia: duiventil | Tuin, park en plantsoen   | 1850-1860                        |                           | Laan van Beek en Royen bij 45 | 52° 4' 55" NB, 5° 14' 56" OL | 510204 | Meer afbeeldingen                                                                           |
| Pavia: brug | Brug                      | 1850-1900                        |                           | Laan van Beek en Royen bij 45 | 52° 4' 55" NB, 5° 14' 59" OL | 510205 | Meer afbeeldingen                                                                           |
| Pavia: tuin | Tuin, park en plantsoen   | 1850-1860                        | J. Copijn                 | Laan van Beek en Royen bij 45 | 52° 4' 55" NB, 5° 14' 56" OL | 510206 | Meer afbeeldingen                                                                           |
| Nuova: Hoofdgebouw | Kasteel, buitenplaats     | 1842                             |                           | Utrechtseweg 46               | 52° 5' 35" NB, 5° 13' 13" OL | 510208 | Meer afbeeldingen                                                                           |
| Nuova: Park | Tuin, park en plantsoen   | 1875-1885                        |                           | Utrechtseweg bij 46           | 52° 5' 35" NB, 5° 13' 13" OL | 510209 | Meer afbeeldingen                                                                           |
| Nuova: Koetshuis | Bijgebouwen kastelen enz. | 1895-1905                        |                           | Utrechtseweg 46a              | 52° 5' 35" NB, 5° 13' 11" OL | 510210 | Meer afbeeldingen                                                                           |
| Wulperhorst: landhuis | Kasteel, buitenplaats     | 1858                             | S.A. van lunteren         | Tiendweg 3                    | 52° 4' 11" NB, 5° 13' 53" OL | 510219 | Meer afbeeldingen                                                                           |
| Wulperhorst: ijskelder | Tuin, park en plantsoen   |                                  |                           | Tiendweg bij 3                | 52° 4' 13" NB, 5° 13' 39" OL | 510220 | Wulperhorst: ijskelder                                                                      |
| Hoog Beek en Royen: landhuis | Kasteel, buitenplaats     | 1824                             |                           | Driebergseweg 1               | 52° 4' 46" NB, 5° 14' 32" OL | 510233 | Meer afbeeldingen                                                                           |
| Hoog Beek en Royen: park | Tuin, park en plantsoen   | 1824                             |                           | Driebergseweg 1               | 52° 4' 50" NB, 5° 14' 40" OL | 510234 | Meer afbeeldingen                                                                           |
| Hoog Beek en Royen: speelhuisje | Bijgebouwen kastelen enz. | 1890-1895                        |                           | Driebergseweg bij 1           | 52° 4' 46" NB, 5° 14' 32" OL | 510235 | Meer afbeeldingen                                                                           |
| Hoog Beek en Royen: koetshuis | Bijgebouwen kastelen enz. | 1835                             |                           | Driebergseweg 1A              | 52° 4' 46" NB, 5° 14' 32" OL | 510236 | Meer afbeeldingen                                                                           |
| The Olde Nest | Boerderij                 | 1839-1840                        |                           | Bunsinglaan 4                 | 52° 4' 14" NB, 5° 14' 44" OL | 510238 | Meer afbeeldingen                                                                           |
| Kerckebosch | Kasteel, buitenplaats     | 1911                             |                           | Arnhemse Bovenweg 31A         | 52° 4' 30" NB, 5° 15' 32" OL | 510241 | Meer afbeeldingen                                                                           |
| Kerckebosch: Koetshuis | Bijgebouwen kastelen enz. | 1911                             |                           | Arnhemse Bovenweg 31B         | 52° 4' 27" NB, 5° 15' 32" OL | 510242 | Kerckebosch: Koetshuis                                                                      |
| Molenbosch: landhuis | Kasteel, buitenplaats     | 1837                             | J.D. Zocher jr.           | Driebergseweg 7               | 52° 4' 31" NB, 5° 14' 57" OL | 510244 | Molenbosch: landhuis                                                                        |
| Molenbosch: tuinprieel | Bijgebouwen kastelen enz. | 1895                             |                           | Driebergseweg bij 7           | 52° 4' 31" NB, 5° 14' 57" OL | 510245 | Upload foto                                                                                 |
| Molenbosch: kippenpaleis | Bijgebouwen kastelen enz. | 1898                             |                           | Driebergseweg bij 7           | 52° 4' 32" NB, 5° 14' 59" OL | 510246 | Molenbosch: kippenpaleis                                                                    |
| Molenbosch: koetshuis | Bijgebouwen kastelen enz. | 1845-1855                        |                           | Driebergseweg 7B              | 52° 4' 34" NB, 5° 14' 51" OL | 510247 | Molenbosch: koetshuis                                                                       |
| Molenbosch: tuinmanswoning | Bijgebouwen kastelen enz. | 1840                             | J.D. Zocher jr.           | Driebergseweg 7C              | 52° 4' 33" NB, 5° 14' 52" OL | 510248 | Molenbosch: tuinmanswoning                                                                  |
| Molenbosch: park | Tuin, park en plantsoen   | 1837-1839                        | J.D. Zocher jr.           | Driebergseweg bij 7           | 52° 4' 31" NB, 5° 14' 57" OL | 510249 | Meer afbeeldingen                                                                           |
| Houten villa | Woonhuis                  | 1920                             | F. Scherrer               | Prof. Lorentzlaan 64          | 52° 5' 22" NB, 5° 15' 28" OL | 510252 | Meer afbeeldingen                                                                           |
| Voormalige schakelstation van de PUEM | Nutsbedrijf               | 1928                             |                           | Henriette van Lijndenlaan 1   | 52° 4' 59" NB, 5° 14' 10" OL | 510253 | Meer afbeeldingen                                                                           |
| Villa "Noordbergh" | Woonhuis                  | 1890                             |                           | Driebergseweg 24              | 52° 4' 1" NB, 5° 15' 31" OL  | 510254 | Villa "Noordbergh"                                                                          |
| Kantoorgebouw van de voormalige zilverfabriek Gerritsen en Van Kempen                                                                                               | Industrie                 | 1931                             | J. en Th. Stuivinga       | Karpervijver 17               | 52° 4' 44" NB, 5° 14' 17" OL | 510255 | Meer afbeeldingen                                                                           |
| Postkantoor | Overheidsgebouw           | 1911                             | J. Stuivinga              | Het Rond 5                    | 52° 4' 54" NB, 5° 14' 21" OL | 510256 | Meer afbeeldingen                                                                           |
| Huize Veldheim | Kasteel, buitenplaats     | 1908-1909                        | J. Stuivinga              | Utrechtseweg 69               | 52° 5' 29" NB, 5° 13' 42" OL | 510257 | Meer afbeeldingen                                                                           |
| Voormalige lagere school | Onderwijs en wetenschap   | 1931                             | Van Velze-Oskam           | Nicolaas Beetslaan 2          | 52° 5' 30" NB, 5° 13' 58" OL | 510259 | Meer afbeeldingen                                                                           |
| Villa | Woonhuis                  | 1902                             |                           | Prins Hendriklaan 10          | 52° 5' 12" NB, 5° 14' 59" OL | 510260 | Villa                                                                                       |
| Voormalig jachthuis | Bijgebouwen kastelen enz. | 1847                             |                           | Tiendweg 12                   | 52° 3' 52" NB, 5° 13' 28" OL | 510261 | Voormalig jachthuis                                                                         |
| Ma Retraite | Kasteel, buitenplaats     | 1897                             | A. Salm                   | Utrechtseweg 67               | 52° 5' 32" NB, 5° 13' 34" OL | 510262 | Meer afbeeldingen                                                                           |
| Oosterkerk | Kerk en kerkonderdeel     | 1935-1937                        | B.W. Plooij               | Woudenbergseweg 44            | 52° 5' 4" NB, 5° 15' 1" OL   | 510264 | Meer afbeeldingen                                                                           |
| Wilhelminamonument | Gedenkteken               | 1898                             |                           | Huydecoperweg ongenummerd     | 52° 5' 9" NB, 5° 14' 49" OL  | 510266 | Meer afbeeldingen                                                                           |
| De Dieptetuin | Tuin, park en plantsoen   | 1910                             |                           | Van Tetslaan bij 2            | 52° 5' 49" NB, 5° 15' 3" OL  | 510268 | De Dieptetuin                                                                               |
| Walkartpark | Tuin, park en plantsoen   | 1904-1905                        |                           | Slotlaan ongenummerd          | 52° 5' 0" NB, 5° 14' 25" OL  | 510269 | Meer afbeeldingen                                                                           |
| Villa Gurnigel | Woonhuis                  | 1882                             |                           | Woudenbergseweg 5             | 52° 5' 8" NB, 5° 14' 48" OL  | 510270 | Villa Gurnigel                                                                              |
| Houten tuinhuis | Tuin, park en plantsoen   | 1919                             |                           | Acacialaan 18A                | 52° 5' 38" NB, 5° 15' 4" OL  | 510271 | Upload foto                                                                                 |
| Watertoren Utrechtse Waterleiding Maatschappij | Nutsbedrijf               | 1896                             |                           | Bergweg 24                    | 52° 5' 27" NB, 5° 14' 30" OL | 510273 | Meer afbeeldingen                                                                           |
| Gebouw, opgetrokken in 1883 tegen een ouder bouwdeel, oorspronkelijk fungerend als smederij                                                                         | Industrie                 | 1860-1880                        |                           | Lageweg 49                    | 52° 4' 54" NB, 5° 14' 12" OL | 510274 | Gebouw, opgetrokken in 1883 tegen een ouder bouwdeel, oorspronkelijk fungerend als smederij |
| Raadhuis | Bestuursgebouw en onderdl | 1908                             | J. Stuivinga              | Het Rond 1                    | 52° 4' 57" NB, 5° 14' 20" OL | 510275 | Meer afbeeldingen                                                                           |
| Wingerdhof | Woonhuis                  | 1910                             | J. Stuivinga              | Boulevard 16                  | 52° 5' 43" NB, 5° 15' 12" OL | 510276 | Meer afbeeldingen                                                                           |
| St. Jozefkerk | Kerk en kerkonderdeel     | 1922-1924                        | W. te Riele               | Rozenstraat 22                | 52° 5' 21" NB, 5° 14' 19" OL | 510278 | Meer afbeeldingen                                                                           |
| Bijbelschool De Wittenberg (voorheen Christelijk Jongensinternaat)                                                                                                  | Onderwijs en wetenschap   | 1920                             | G. van Hoogevest          | Krakelingweg 10               | 52° 5' 58" NB, 5° 16' 2" OL  | 510279 | Meer afbeeldingen                                                                           |
| Grafmonument van L.F. de Bruyn | Begraafplaats en -onderdl | 1861                             |                           | Utrechtseweg bij 60           | 52° 5' 22" NB, 5° 13' 35" OL | 510280 | Grafmonument van L.F. de Bruyn                                                              |
| Raadhuis | Bestuursgebouw en onderdl | 1877                             | Albert Nijland            | 1ste Dorpsstraat 15           | 52° 4' 58" NB, 5° 14' 17" OL | 510281 | Meer afbeeldingen                                                                           |
| Blikkenburg: Hoofdgebouw | Kasteel, buitenplaats     | 1850                             |                           | Blikkenburgerlaan 4           | 52° 4' 24" NB, 5° 14' 7" OL  | 520075 | Meer afbeeldingen                                                                           |
| Blikkenburg: Park | Tuin, park en plantsoen   | 1850                             |                           | Blikkenburgerlaan bij 4       | 52° 4' 30" NB, 5° 13' 51" OL | 520076 | Upload foto                                                                                 |
| Blikkenburg: Koetshuis | Bijgebouwen kastelen enz. |                                  |                           | Blikkenburgerlaan 4A          | 52° 4' 24" NB, 5° 14' 7" OL  | 520077 | Meer afbeeldingen                                                                           |
| Blikkenburg: Toegangshek | Tuin, park en plantsoen   | 1850                             |                           | Blikkenburgerlaan bij 4       | 52° 4' 23" NB, 5° 14' 7" OL  | 520078 | Meer afbeeldingen                                                                           |
| Blikkenburg: Boerderij | Bijgebouwen kastelen enz. |                                  |                           | Blikkenburgerlaan 2 b-2c      | 52° 4' 27" NB, 5° 14' 48" OL | 520079 | Meer afbeeldingen                                                                           |
| De Brink: Hoofdgebouw | Kasteel, buitenplaats     | 1856                             |                           | Utrechtseweg 82               | 52° 5' 12" NB, 5° 13' 48" OL | 520111 | Meer afbeeldingen                                                                           |
| De Brink: Park | Tuin, park en plantsoen   | 1856                             |                           | Utrechtseweg bij 82           | 52° 5' 12" NB, 5° 13' 50" OL | 520112 | Meer afbeeldingen                                                                           |
| De Brink: Boerderij | Boerderij                 | 1867                             |                           | Kroostweg 7                   | 52° 5' 13" NB, 5° 13' 40" OL | 520113 | Meer afbeeldingen                                                                           |
| De Brink: Toegangshekken | Erfscheiding              | 1856                             |                           | Utrechtseweg bij 82           | 52° 5' 12" NB, 5° 13' 47" OL | 520114 | Meer afbeeldingen                                                                           |
| Uitbreiding Park Wulperhorst | Tuin, park en plantsoen   | 1770                             |                           | Tiendweg bij 5                |                              | 528130 | Meer afbeeldingen                                                                           |
| Slot Zeist: Tuinmuur | Tuin, park en plantsoen   |                                  |                           | Zinzendorflaan bij 1          |                              | 529950 | Meer afbeeldingen                                                                           |
| Slot Zeist: Boogbrug Broederplein | Tuin, park en plantsoen   |                                  |                           | Zinzendorflaan bij 1          |                              | 529951 | Meer afbeeldingen                                                                           |
| Slot Zeist: Boogbrug Zusterplein | Tuin, park en plantsoen   |                                  |                           | Zinzendorflaan bij 1          |                              | 529952 | Meer afbeeldingen                                                                           |
| Slot Zeist: Boogbrug rechts | Tuin, park en plantsoen   |                                  |                           | Zinzendorflaan bij 1          |                              | 529953 | Meer afbeeldingen                                                                           |
| Slot Zeist: Boogbrug links | Tuin, park en plantsoen   |                                  |                           | Zinzendorflaan bij 1          |                              | 529954 | Meer afbeeldingen                                                                           |
| Slot Zeist: Tuin en park | Tuin, park en plantsoen   | 1831                             |                           | Zinzendorflaan bij 1          |                              | 529955 | Meer afbeeldingen                                                                           |
| Slot Zeist: Tuinvaas | Tuin, park en plantsoen   |                                  |                           | Zinzendorflaan bij 1          |                              | 529956 | Upload foto                                                                                 |
| Slot Zeist: Tuinvaas | Tuin, park en plantsoen   |                                  |                           | Zinzendorflaan bij 1          |                              | 529957 | Upload foto                                                                                 |
| Slot Zeist: Theekoepel | Tuin, park en plantsoen   |                                  |                           | Zinzendorflaan bij 1          |                              | 529958 | Meer afbeeldingen                                                                           |
| Slot Zeist: Beeldengroep Europa en Afrika | Tuin, park en plantsoen   |                                  | Albert Xavery             | Zinzendorflaan bij 1          |                              | 529959 | Meer afbeeldingen                                                                           |
| Slot Zeist: Toegangshek | Tuin, park en plantsoen   |                                  |                           | Zinzendorflaan bij 1          |                              | 529960 | Meer afbeeldingen                                                                           |
| Slot Zeist: Tuinmuur | Tuin, park en plantsoen   |                                  |                           | Zinzendorflaan bij 1          |                              | 529961 | Upload foto                                                                                 |